# 大叶繼木
大叶繼木（学名：Loropetalum subcapitatum）为金缕梅科檵木屬下的一个种。